# Finnische Badmintonmeisterschaft 1964
Die Finnische Badmintonmeisterschaft 1964 fand in Helsinki statt. Es war die zehnte Austragung der nationalen Titelkämpfe von Finnland im Badminton.

## Titelträger
| Disziplin    | Sieger                                  |
| ------------ | --------------------------------------- |
| Herreneinzel | Bengt Söderberg                         |
| Dameneinzel  | Maritta Petrell                         |
| Herrendoppel | Bengt Söderberg Mårten Segercrantz      |
| Damendoppel  | Maritta Petrell Inger Gerkman           |
| Mixed        | Mårten Segercrantz Ann-Louise von Essen |